# Leucovibrissea
Leucovibrissea is een monotypisch geslacht van schimmels behorend tot de familie Vibrisseaceae. De typesoort is Leucovibrissea obconica.